# 낫 적혈구 빈혈
낫 적혈구 빈혈(영어: sickle-cell anemia) 또는 겸상 적혈구 빈혈 또는 겸형 적혈구 빈혈증은 유전자 이상에 따른 헤모글로빈 단백질의 아미노산 서열 중 하나가 정상의 것과 다르게 변이하여 적혈구가 낫모양으로 변하여 악성 빈혈을 유발하는 유전병이다. 아프리카의 흑인의 일부에서 흔히 나타난다. 말라리아에 저항성이 있어 이 이상 유전자를 가진 사람은 말라리아에는 잘 걸리지 않지만 적혈구가 쉽게 파괴되어 심각한 빈혈을 유발하는 질병이다. 낫 모양 적혈구 빈혈, 헤릭 빈혈(Herrick's anemia)등으로도 불린다.
적혈구 속의 헤모글로빈 단백질을 구성하는 아미노산의 구성 중 하나가 비정상적으로 바뀌어 일어나는 아프리카 일부 지역의 유전병이다. (노예사냥으로 인해 현재 미국 아프로-아메리칸의 일부도 이 병을 가지고 있다.) 환자는 사람의 11번 염색체 상에 존재하는 헤모글로빈 베타 유전자의 염기서열 하나가 바뀌어 있다(GAG → GTG). 따라서 아미노산 서열 중 6번째 글루탐산이 발린으로 바뀌게 되며, 이러한 돌연변이 헤모글로빈은 산소와 결합하지 않은 상태에서 서로 달라붙어 긴 바늘모양의 구조를 형성할 수 있게 되므로 적혈구의 모양이 길게 찌그러진 낫 모양으로 바뀌게 된다. 따라서 염색체 한 쌍 모두에 이상 유전인자를 가지고 있는 환자(호모형)는 대단히 쉽게 적혈구가 파괴되므로 심각한 빈혈 증상과 말초 모세혈관의 괴사를 일으키게 된다.
그러나 이 유전적 이상은 말라리아 원충에 대해 강한 저항력을 보이게 되는데, 낫 모양 적혈구의 막은 물질의 투과성이 비정상적이어서 적혈구 내에 농축된 칼륨 이온(K+)이 세포 밖으로 빠져 나가므로 병원충이 대사 장애를 받기 때문이다. 그리고 이 대립 유전자를 열성 동형접합(호모)이 아닌 이형접합(헤테로)으로 가지고 있을 경우, 빈혈 증상이 생존에 위협적일 정도로 심하게 나타나지 않는다. 따라서 말라리아가 유행하는 아프리카 등의 지역에서는 이 유전질환을 이형접합으로 가지고 있는 경우 생존에 유리하게 된다.

## 같이 보기
- 지중해 빈혈증